# 郭华满
郭华满，中华人民共和国政治人物、全国脱贫攻坚先进个人。

## 生平
郭华满早年在湖南生物机电职业技术学院就读，毕业后曾经出任湖南省新宁县交通运输局党组书记、局长。因在脱贫攻坚战中作出突出贡献，2021年2月25日全国脱贫攻坚总结表彰大会上，郭华满被授予“全国脱贫攻坚先进个人”。同年，升任新宁县人民政府副县长。